# NGC 4868
NGC 4868 é uma galáxia espiral (Sab) localizada na direcção da constelação de Canes Venatici. Possui uma declinação de +37° 18' 34" e uma ascensão recta de 12 horas, 59 minutos e 09,0 segundos.
A galáxia NGC 4868 foi descoberta em 17 de Março de 1787 por William Herschel.